# Radio Africa
Radio Africa is een nummer van de Britse band Latin Quarter. Het is de tweede single van hun debuutalbum Modern Times uit 1985. In september 1984 werd het nummer eerst in het Verenigd Koninkrijk en Ierland op single uitgebracht. In september 1985 werd het nummer heruitgebracht in Europa, Australië en Nieuw-Zeeland. In september 1986 volgde nog een heruitgave in het Verenigd Koninkrijk.

## Achtergrond
"Radio Africa" heeft een maatschappelijke lading en schetst de onmenselijke situatie in Afrika, vol oorlog en hongersnood.
De plaat werd in Nederland eerder opgepikt dan in thuisland het Verenigd Koninkrijk. De plaat werd destijds regelmatig gedraaid op Hilversum 3 en de goed beluisterde zeezender Radio Monique. Het werd een radiohit in de destijds drie landelijke hitlijsten op de nationale publieke popzender.  In oktober 1985 bereikte de plaat een bescheiden 37e positie in zowel de Nederlandse Top 40 als de Nationale Hitparade en piekte op een 35e positie in de TROS Top 50. In de Monique Top 50 haalde de plaat net de Top tien niet. In de Europese hitlijst op Hilversum 3, de TROS Europarade, werd géén notering behaald.
In België bereikte de plaat géén notering in zowel beide Vlaamse hitlijsten als de Waalse hitlijst.
Een jaar later werd het nummer opnieuw uitgebracht op single in het Verenigd Koninkrijk en behaalde toen de 19e positie in de UK Singles Chart.
In de sinds december 1999 jaarlijks uitgezonden NPO Radio 2 Top 2000 van de Nederlandse publieke radiozender NPO Radio 2, stond de plaat uitsluitend in 2000 genoteerd op een 1576e positie.

## NPO Radio 2 Top 2000
Radio Africa stond alleen in 2000 in de NPO Radio 2 Top 2000, op plek 1576.